# فرانک اتحادیه بین‌المللی راه‌آهن
فرانک اتحادیه بین‌المللی راه‌آهن (کد: XFU) یک ارز مجازی بود که توسط اتحادیه بین‌المللی راه‌آهن (UIC) مورد استفاده قرار می‌گرفت. در سال ۲۰۱۳ از لیست ارزهای ایزو ۴۲۱۷ خارج شد و جای خود را به یورو داد.